# Montreux-Vieux
Pour les articles homonymes, voir Montreux (homonymie).
Montreux-Vieux est une commune française située dans la circonscription administrative du Haut-Rhin et, depuis le 1er janvier 2021, dans le territoire de la Collectivité européenne d'Alsace, en région Grand Est.
Cette commune se trouve dans la région historique et culturelle d'Alsace.

## Géographie
Le territoire du village est longé à l'ouest par la rivière de la Saint-Nicolas qui marque en partie sa limite avec le département du Territoire de Belfort et le village de Montreux-Château voisin.

### Communes limitrophes

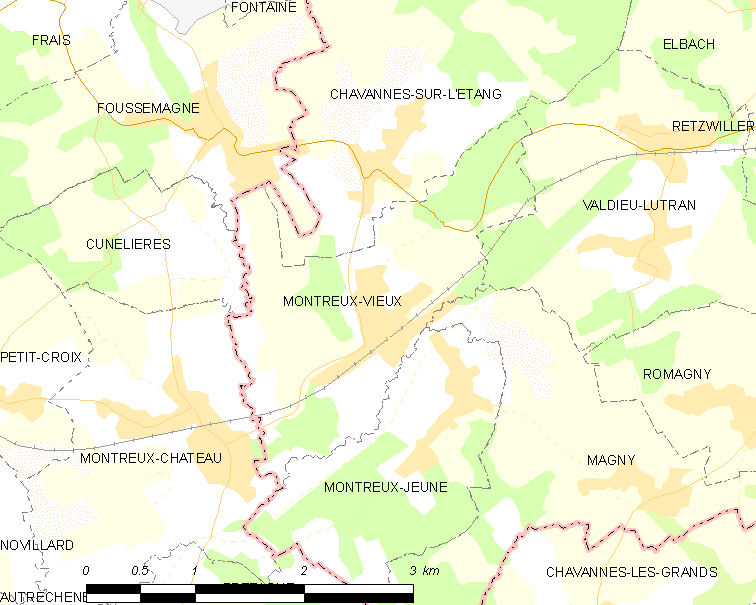
Carte de la commune.

| Cunelières       | Chavannes-sur-l'Étang |                |
|                  | Montreux-Vieux        |                |
| Montreux-Château |                       | Montreux-Jeune |

### Hydrographie

#### Réseau hydrographique
La commune est dans le bassin versant de la Saône au sein du bassin Rhône-Méditerranée-Corse. Elle est drainée par le canal du Rhône au Rhin, la Bourbeuse, la Suarcine, la Gruebaine et le Reppe,,.
Le canal du Rhône au Rhin est un canal français qui relie la Saône, affluent navigable du Rhône, au Rhin, par la vallée du Doubs et son prolongement en Haute Alsace jusqu'à Niffer sur le Rhin, un autre prolongement rejoignant Strasbourg par la canalisation de l'Ill. La commune est sur la section qui relie Valdieu-Lutran à Strasbourg. 
La Bourbeuse, d'une longueur de 40 km, prend sa source dans la commune de Rougemont-le-Château et se jette  dans le canal du Rhône au Rhin à Allenjoie, après avoir traversé 20 communes. 
La Suarcine, d'une longueur de 20 km, prend sa source dans la commune de Seppois-le-Bas et se jette  dans la Bourbeuse à Montreux-Château, après avoir traversé 13 communes. 

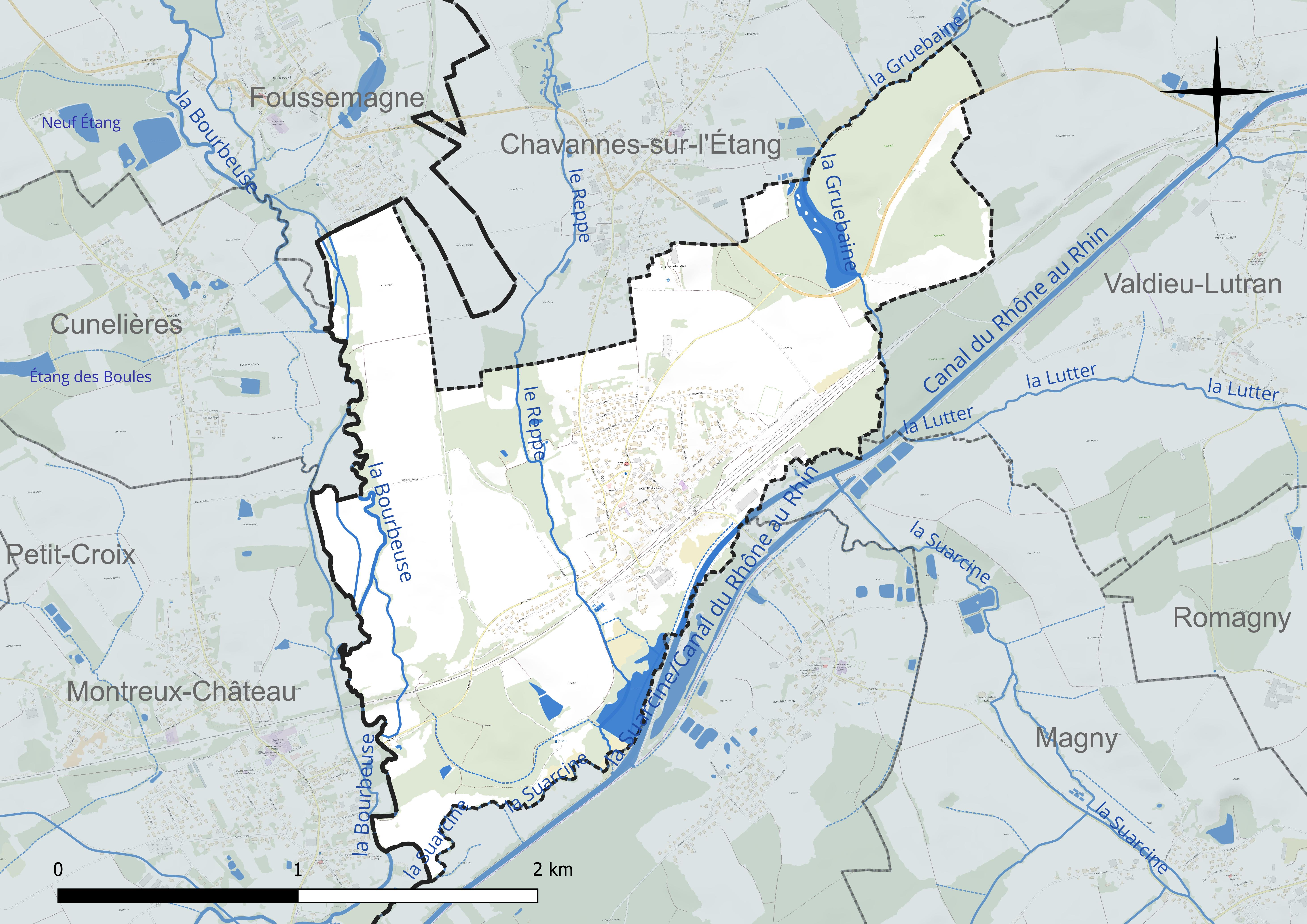
Réseau hydrographique de Montreux-Vieux.

Un plan d'eau complète le réseau hydrographique : le Réservoir, d'une superficie totale de 4,8 ha (4,8 ha sur la commune),.

#### Gestion et qualité des eaux
Le territoire communal est couvert par le schéma d'aménagement et de gestion des eaux (SAGE) « Largue ». Ce document de planification concerne le bassin versant de la Largue et une zone située à l'ouest du périmètre (la région de Montreux). Ce territoire s'étend sur 385 km2. Le périmètre a été arrêté le 4 mars 1996 et le SAGE proprement dit a été approuvé le 24 septembre 1999 puis révisé le 17 mai 2016. La structure porteuse de l'élaboration et de la mise en œuvre est le Syndicat mixte pour l'aménagement et la renaturation du bassin versant de la Largue et du secteur de Montreux, qui a évolué en Epage le 1er janvier 2018, sous le nom de Epage Largue. 
La qualité des cours d’eau peut être consultée sur un site dédié géré par les agences de l’eau et l’Agence française pour la biodiversité. 

### Climat
Pour des articles plus généraux, voir Climat du Grand Est et Climat du Haut-Rhin.
En 2010, le climat de la commune est de type climat des marges montargnardes, selon une étude du Centre national de la recherche scientifique s'appuyant sur une série de données couvrant la période 1971-2000. En 2020, Météo-France publie une typologie des climats de la France métropolitaine dans laquelle la commune est exposée à un climat semi-continental et est dans la région climatique  Vosges, caractérisée par une pluviométrie très élevée (1 500 à 2 000 mm/an) en toutes saisons et un hiver rude (moins de 1 °C). 
Pour la période 1971-2000, la température annuelle moyenne est de 9,8 °C, avec une amplitude thermique annuelle de 17,5 °C. Le cumul annuel moyen de précipitations est de 992 mm, avec 11,4 jours de précipitations en janvier et 10 jours en juillet. Pour la période 1991-2020, la température moyenne annuelle observée sur la station météorologique de Météo-France la plus proche, « Novillard_sapc », sur la commune de Novillard à 4 km à vol d'oiseau, est de 10,7 °C et le cumul annuel moyen de précipitations est de 909,2 mm. 
La température maximale relevée sur cette station est de 38 °C, atteinte le 4 août 2022 ; la température minimale est de −18,1 °C, atteinte le 20 décembre 2009,,. 
Les paramètres climatiques de la commune ont été estimés pour le milieu du siècle (2041-2070) selon différents scénarios d'émission de gaz à effet de serre à partir des nouvelles projections climatiques de référence DRIAS-2020. Ils sont consultables sur un site dédié publié par Météo-France en novembre 2022.

## Urbanisme

### Typologie
Au 1er janvier 2024, Montreux-Vieux est catégorisée bourg rural, selon la nouvelle grille communale de densité à sept niveaux définie par l'Insee en 2022.
Elle est située hors unité urbaine et hors attraction des villes,.

### Occupation des sols
L'occupation des sols de la commune, telle qu'elle ressort de la base de données européenne d’occupation biophysique des sols Corine Land Cover (CLC), est marquée par l'importance des territoires agricoles (57,9 % en 2018), en diminution par rapport à 1990 (61,1 %). La répartition détaillée en 2018 est la suivante : 
terres arables (36 %), forêts (28,2 %), prairies (17,7 %), zones urbanisées (13,9 %), zones agricoles hétérogènes (4,2 %). L'évolution de l’occupation des sols de la commune et de ses infrastructures peut être observée sur les différentes représentations cartographiques du territoire : la carte de Cassini (XVIIIe siècle), la carte d'état-major (1820-1866) et les cartes ou photos aériennes de l'IGN pour la période actuelle (1950 à aujourd'hui).

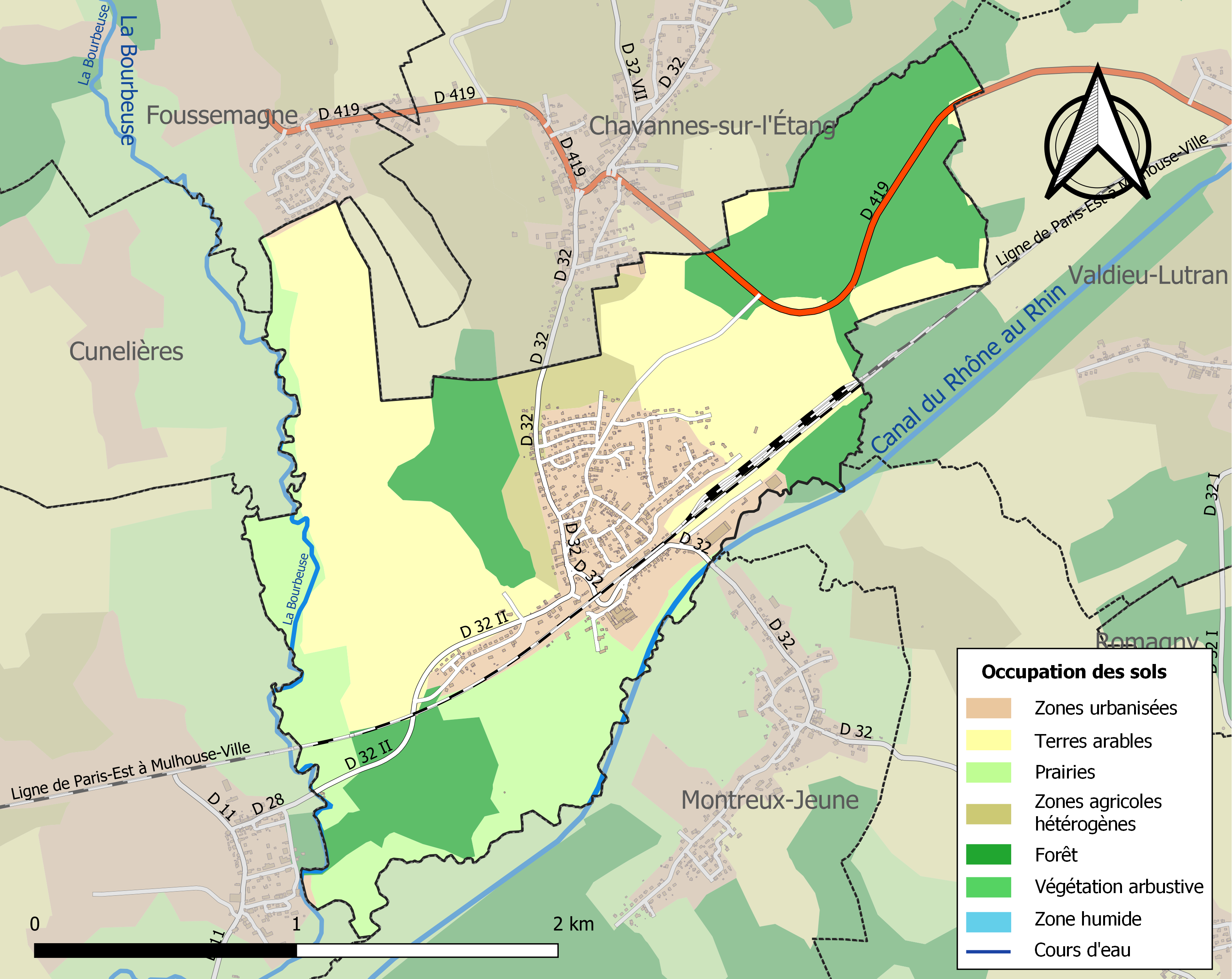
Carte des infrastructures et de l'occupation des sols de la commune en 2018 (CLC).

## Toponymie
- En allemand : Alt-Münsterol[21]. En alsacien : Alt Menschtral ou Àltmìnschtràl.
- Mosteroulx (1251), Musturuil-le-Ville & Vielle Musturuil (1333), alten Münsterol (1349), Alten Mùnstrol & vetere Minstrol (1490), Vielle Mostureulx & Mostureux (XVe siècle), Montreux le Viel (1793).

## Histoire
- 1444 : ravagé par une invasion d'Armagnacs venus de France.
- avant 1648 : Alt-Münsterol fait partie du premier Empire allemand : le Saint-Empire romain germanique.
- 1648 : le village et toute la seigneurie de Reinach-Münsterol - comme le reste des droits et possessions des Habsbourg dans le Sundgau - sont annexés à la France.
- 1856 : le chemin de fer dessert le bourg avec la mise en service, par la Compagnie des chemins de fer de l'Est, de la section de Dannemarie à Belfort de sa ligne de Paris à Mulhouse.

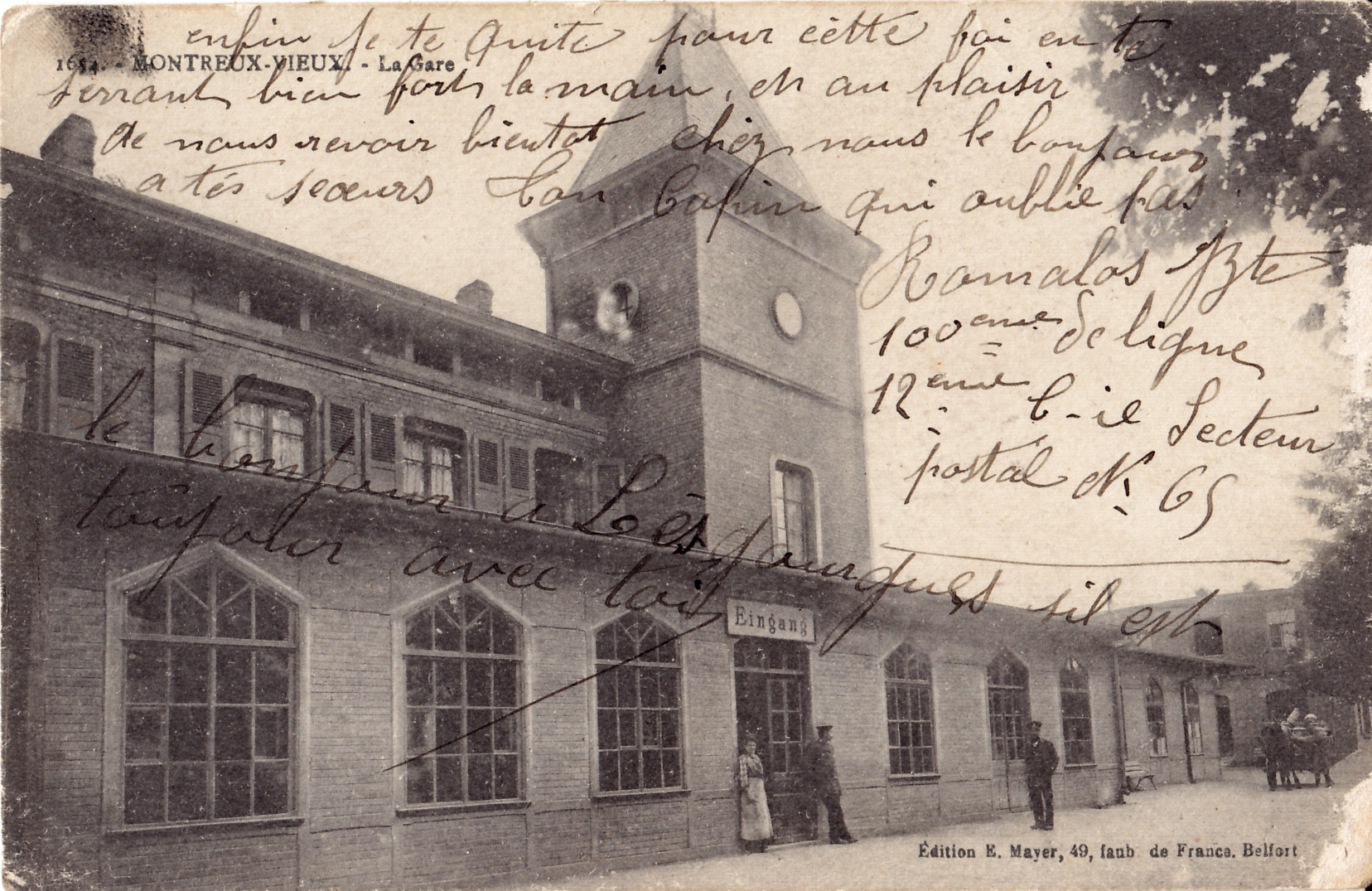
La nouvelle gare de Montreux-Vieux construite par l'administration allemande, à la fin du XIXe siècle, vue avant la Première Guerre mondiale.

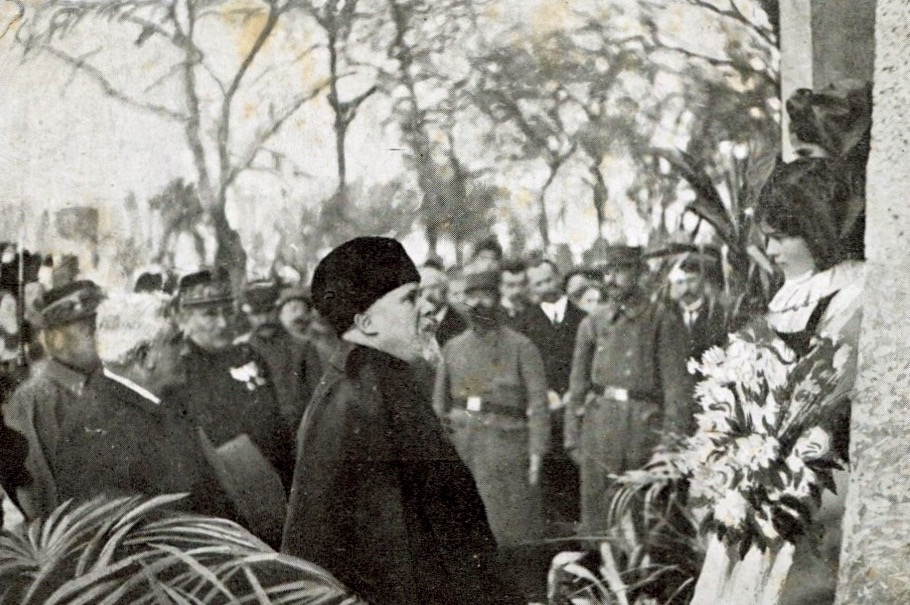
M. Poincaré en visite à Montreux-Vieux, reçu par une jeune Alsacienne

- 1871 : faisant partie de l'Alsace-Moselle, le territoire est intégré à l'Empire allemand par le traité de Francfort. Les fonctionnaires allemands s'installent alors dans la commune et y construisent un temple protestant afin de pratiquer leur culte. Renommée Altmünsterol et devenue ville frontière accessible par la route, le chemin de fer le canal, la ville se développa. À cet effet, une glacière fut construite entre 1873 et 1873 à proximité de la gare[23].
- 6 août 1914 : premier village alsacien pris par les Français durant la Première Guerre mondiale.

### Héraldique
| Blason de Montreux-Vieux | Les armes de Montreux-Vieux se blasonnent ainsi : « D'or au lion rampant de sable lampassé de gueules, à la bordure engrêlée de même. » |

Blason officiel, présent sur le site internet de la commune.

## Politique et administration
| Période                                  | Période   | Identité             | Étiquette | Qualité |
| ---------------------------------------- | --------- | -------------------- | --------- | ------- |
| septembre 1945                           | mars 1971 | Auguste Seiler       |           |         |
| mars 1971                                | mars 1983 | Georges Vic          |           |         |
| mars 1983                                | mars 1989 | André Schorr         |           |         |
| mars 1989                                | mars 2001 | Denis de Vittori     |           |         |
| mars 2001                                | mai 2020  | André Trabold        |           |         |
| mai 2020                                 | En cours  | Jean-Claude Ringwald |           |         |
| Les données manquantes sont à compléter. |           |                      |           |         |

## Démographie
L'évolution du nombre d'habitants est connue à travers les recensements de la population effectués dans la commune depuis 1793. Pour les communes de moins de 10 000 habitants, une enquête de recensement portant sur toute la population est réalisée tous les cinq ans, les populations de référence des années intermédiaires étant quant à elles estimées par interpolation ou extrapolation. Pour la commune, le premier recensement exhaustif entrant dans le cadre du nouveau dispositif a été réalisé en 2004.

En 2022, la commune comptait 924 habitants, en évolution de +3,36 % par rapport à 2016 (Haut-Rhin : +0,66 %, France hors Mayotte : +2,11 %).
| 1793 | 1800 | 1806 | 1821 | 1831 | 1836 | 1841 | 1846 | 1851 |
| ---- | ---- | ---- | ---- | ---- | ---- | ---- | ---- | ---- |
| 201  | 225  | 272  | 317  | 316  | 318  | 287  | 274  | 250  |

| 1856 | 1861 | 1866 | 1871 | 1875 | 1880 | 1885 | 1890 | 1895 |
| ---- | ---- | ---- | ---- | ---- | ---- | ---- | ---- | ---- |
| 226  | 251  | 222  | 294  | 509  | 545  | 636  | 622  | 663  |

| 1900 | 1905 | 1910 | 1921 | 1926 | 1931 | 1936 | 1946 | 1954 |
| ---- | ---- | ---- | ---- | ---- | ---- | ---- | ---- | ---- |
| 683  | 851  | 975  | 690  | 776  | 871  | 684  | 702  | 775  |

| 1962 | 1968 | 1975  | 1982 | 1990 | 1999 | 2004 | 2006 | 2009 |
| ---- | ---- | ----- | ---- | ---- | ---- | ---- | ---- | ---- |
| 917  | 967  | 1 010 | 969  | 905  | 769  | 837  | 844  | 868  |

| 2014 | 2019 | 2022 | - | - | - | - | - | - |
| ---- | ---- | ---- | - | - | - | - | - | - |
| 882  | 908  | 924  | - | - | - | - | - | - |

## Lieux et monuments
- Église Saint-Alban (XIXe siècle)[32].

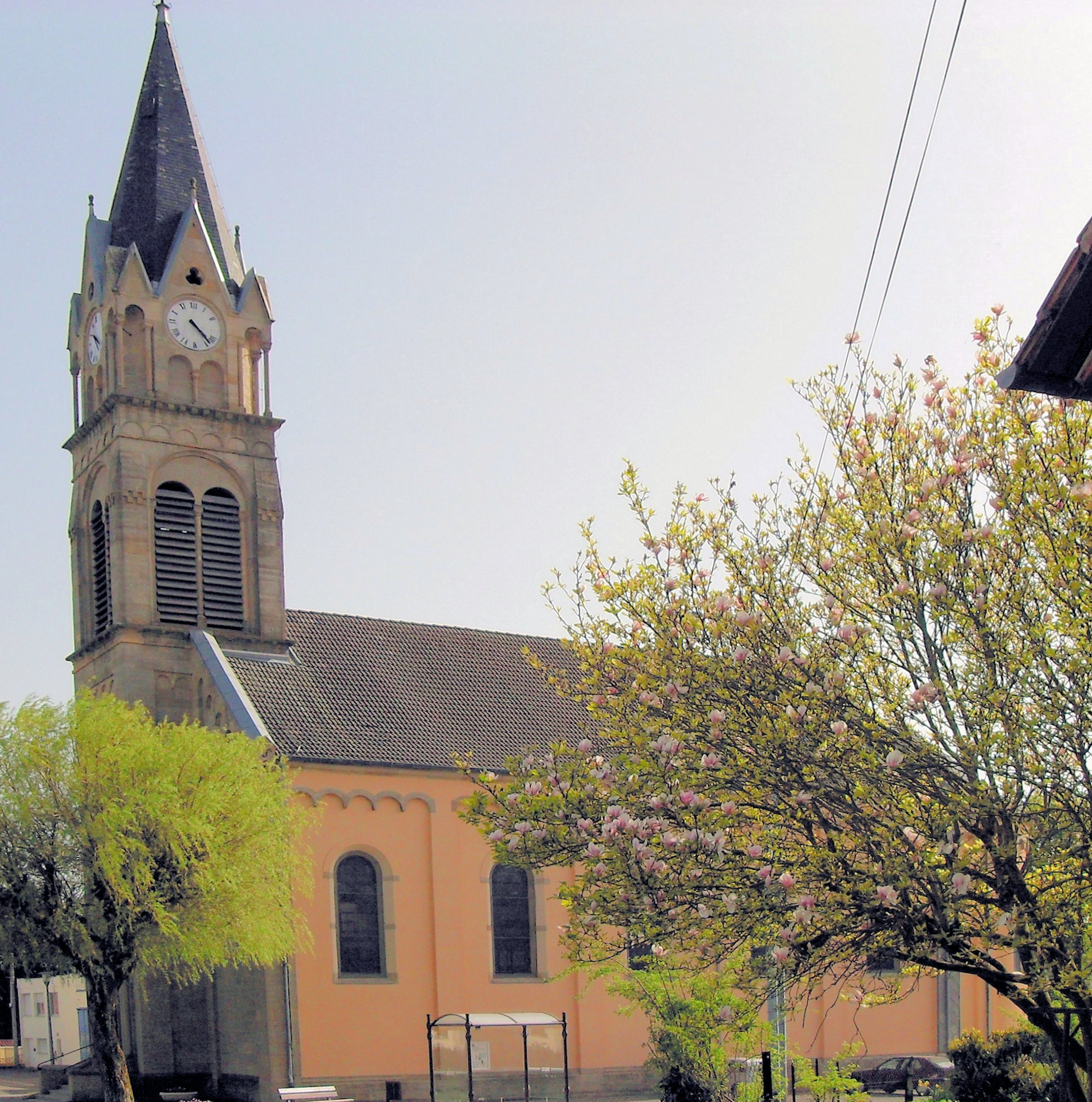
L'église Saint-Alban.

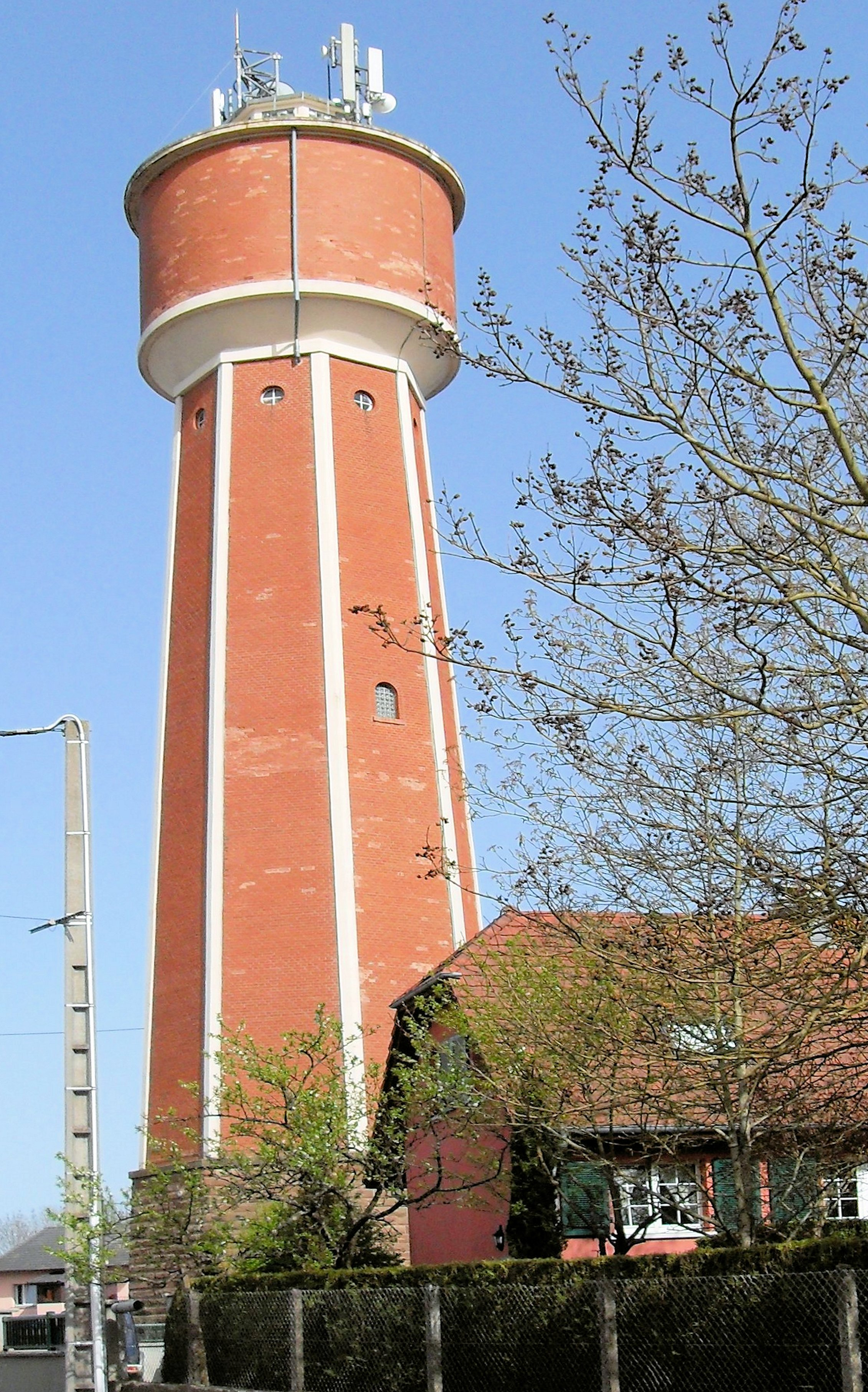
Le château d'eau.

- Gare de Montreux-Vieux (limite XIXe et XXe siècles)[22].
- La glacière, située rue des Tilleuls.

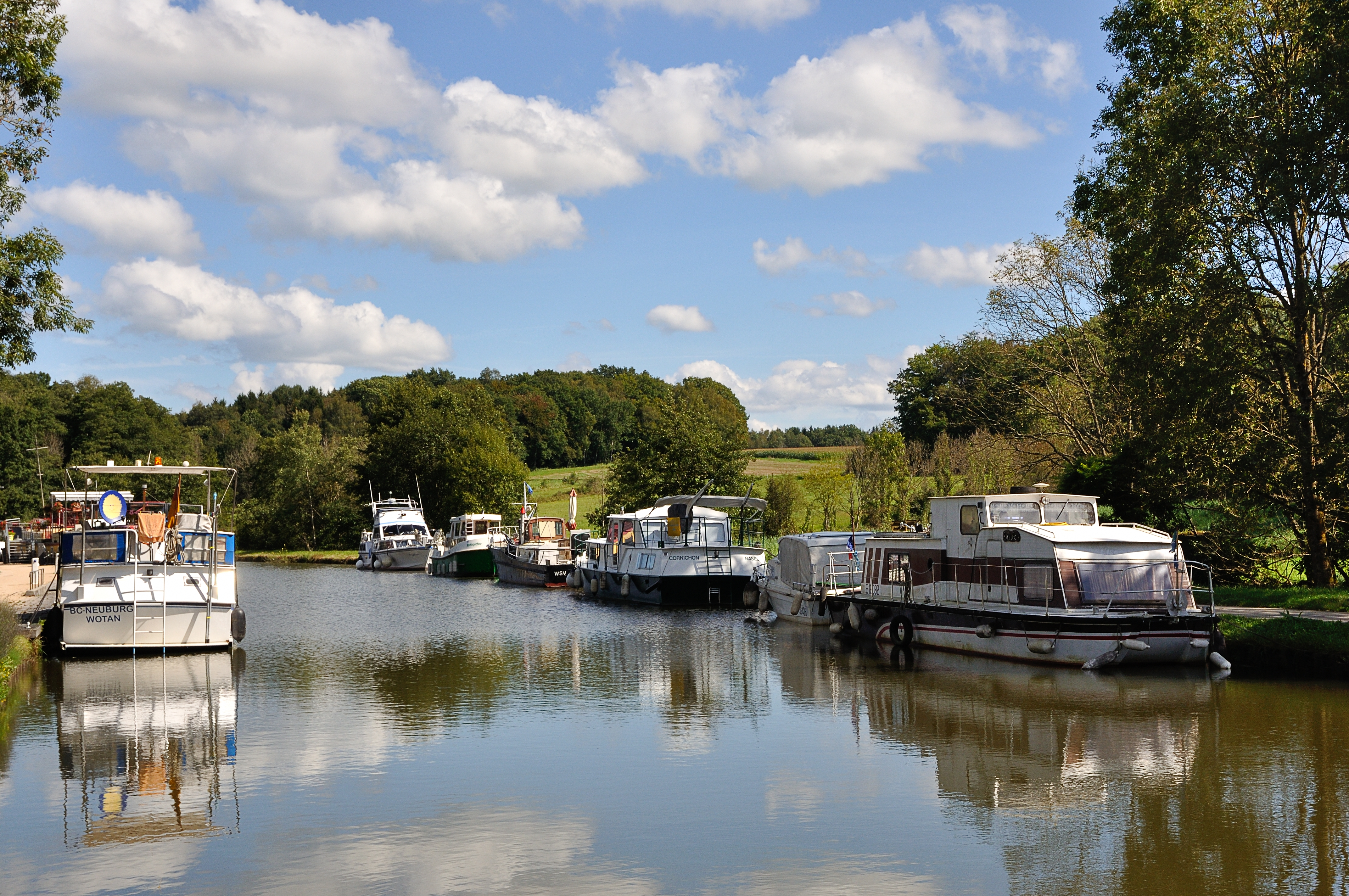
Canal du Rhône au Rhin à MONTREUX-VIEUX

## Personnalités liées à la commune
- Joseph Rossé (1892-1951), né à Montreux-Vieux, militant autonomiste alsacien, député sous la Troisième République.
- Léon Hégelé (1925-2014), né à Montreux-Vieux, évêque auxiliaire émérite de Strasbourg depuis 2000.
- Famille Moench, à l'origine de la levure Alsa : le fondateur Émile Joseph Jules Moench est né à Montreux-Vieux le 27 décembre 1875.